# Lípa na Myších Domcích
Lípa na Myších Domcích je památný strom v bývalé osadě Myší Domky (Maushäusel). Lípa malolistá (Tilia cordata Mill.) je solitér, který roste v nadmořské výšce 580 m v blízkosti silnice II/168 z Rejštejna do Svojše. Obvod jejího kmene je 377 cm (měřeno 2017). Jde o mohutný, vitální strom s plně zavětvenou a pravidelnou korunou, typického habitu. Strom je chráněný od 8. září 2017 jako autochtonní druh (původní odrůda), významný biologicky (z více hledisek), esteticky zajímavý strom, krajinná dominanta, významný habitus, významný vzrůstem.

## Památné stromy v okolí
- Buk na Berglu
- Dub na Kozím Hřbetu
- Jilm na Kozím Hřbetu
- Lípa na Kozím Hřbetu
- Lípa na Wunderbachu
- Paštěcká lípa
- Smrk na Stimlingu